# Hundersingen (Oberstadion)
Hundersingen ist ein Ortsteil der Gemeinde Oberstadion im Alb-Donau-Kreis in Baden-Württemberg. Das Dorf liegt circa eineinhalb Kilometer nordwestlich von Oberstadion und über die Landstraße 270 zu erreichen.

## Geschichte
Hundersingen wird 1152 erstmals urkundlich genannt. Der Ort entstand vermutlich beim merowingischen Landausbau.
Die Grundherrschaft und das Allod gehörten den Herren von Stadion. Von 1384 bis 1452 war der Ort im Besitz von Biberacher Bürgern. Im 17. Jahrhundert war Hundersingen zeitweilig verpfändet. 
1805 kam Hundersingen unter württembergische Landeshoheit und wurde zum Oberamt Ehingen eingegliedert. Erst um 1811 wurde Hundersingen eine eigene Schultheißerei.  
Im Zuge der Gemeindegebietsreform in Baden-Württemberg wurde am 1. Januar 1975 Hundersingen nach Oberstadion eingemeindet.

## Sehenswürdigkeiten
- Kirche St. Johannes Baptist, erbaut 1788

## Persönlichkeiten
- Josef Locher (1878–1964), Landwirt